# وزارة عبد الرحمن البزاز الأولى
تشكلت وزارة عبد الرحمن البزاز الأولى يوم 24 أيلول 1965 بعد عودته من المغرب مع الرئيس عبد السلام عارف، حيث حضرا مؤتمر القمة العربي الثالث، فاستغل رئيس الوزراء السابق عارف عبد الرزاق غياب الرئيس للقيام بمحاولة انقلاب في يوم 15 أيلول 1965، لكنها تعرضت للفشل، فغادر العراق في اليوم التالي على متن طائرة عسكرية إلى مصر.
شغل عبد الرحمن البزاز منصب نائب رئيس الوزراء ووزير الخارجية والنفط بالوكالة في وزارة عارف عبد الرزاق.

## تشكيلة الوزارة
كانت تشكيلة الوزارة كما يلي:
- رئيس الوزراء: عبد الرحمن البزاز، ووزير الخارجية
- وزير المالية: شكري صالح زكي، ووزير النفط بالوكالة
- وزير الداخلية: عبد اللطيف الدراجي
- وزير الدفاع: عبد العزيز العقيلي
- وزير العدل: كاظم الرواف
- وزير التربية: خضر عبد الغفور، ووزير الأوقاف بالوكالة
- وزير العمل والشؤون الاجتماعية: فارس ناصر الحسن، ووزير الإصلاح الزراعي بالوكالة
- وزير الصحة: عبد اللطيف البدري
- وزير الثقافة والإرشاد: محمد ناصر
- وزير الشؤون البلدية والقروية: إسماعيل مصطفى، وزير الأشغال والإسكان بالوكالة
- وزير الزراعة: أكرم الجاف
- وزير الاقتصاد: عبد الحميد الهلالي
- وزير الصناعة: مصطفى عبد الله طه
- وزير التخطيط: سلمان عبد الرزاق الأسود
- وزير الوحدة: عبد الرزاق محيي الدين
- وزير الدولة: سلمان الصفواني
- وزير الدولة للشؤون الخارجية عدنان مزاحم الباجه جي
- وزير الدولة للشؤون القانونية: مصلح النقشبندي

في 1 كانون الأول 1965، استقال الفريق رشيد مصلح من منصب وزير المواصلات احتجاجا على قرارات التأميم. كما استقال إسماعيل مصطفى وزير الشؤون البلدية والقروية، وقد صدر مرسوم جمهوري في 4 كانون الأول 1965 بقبول الاستقالتين وإسناد منصب وزير المواصلات وكالة إلى عبد العزيز العقيلي وزير الدفاع وإسناد منصب وزير الشؤون البلدية والقروية إلى كاظم الرواف.
وقد قدم أكرم الجاف وزير الزراعة استقالته وحصلت الموافقة عليها في 11 كانون الأول 1965 وتعيين محمود حسن جمعة وزيرا للإصلاح الزراعي وتعيين حسن ثامر وزيرا للشؤون البلدية والقروية ووزيرا للزراعة بالوكالة وتعيين أحمد عدنان حافظ وزيرا للمواصلات ووزيرا للاشغال والإسكان بالوكالة وتعيين مصلح النقشبندي وزيرا للدولة وتعيين عدنان الباجه جي وزيرا للدولة للشؤون الخارجية.
في يوم 13 نيسان 1966، توفي الرئيس عبد السلام عارف بحادث سقوط طائرة كانت تقله في محافظة البصرة، وتوفي معه وزير الداخلية عبد اللطيف الدراجي ووزير الصناعة مصطفى عبد الله طه، فاستلم عبد الرحمن البزاز السلطة حسب الدستور لحين تعيين رئيس جديد. اختير عبد الرحمن عارف رئيسا وكلف عبد الرحمن البزاز بتشكيل وزارته الثانية.